# Rinorea latibracteata
Rinorea latibracteata är en violväxtart som beskrevs av M. Brandt. Rinorea latibracteata ingår i släktet Rinorea och familjen violväxter. Inga underarter finns listade i Catalogue of Life.